# 杜洪强
杜洪强（1979年—）河北邢台人，汉族，中华人民共和国政治人物、第十二届全国人民代表大会解放军代表。
毕业于西安政治学院律师专业。加入中国共产党。2013年，担任全国人大代表。